# آنجلو رچی
آنجلو رچی (انگلیسی: Angelo Recchi؛ زادهٔ ۲۷ مارس ۱۹۵۱) بازیکن فوتبال اهل ایتالیا است.
از باشگاه‌هایی که در آن بازی کرده‌است می‌توان به باشگاه فوتبال اینتر میلان، باشگاه فوتبال آسکولی، باشگاه فوتبال آنکونا، باشگاه فوتبال دلفینو پسکارا، و باشگاه فوتبال چزنا اشاره کرد.